# Paul Wilkinson
Paul Wilkinson (Louth, 30 ottobre 1964) è un allenatore di calcio ed ex calciatore inglese, di ruolo attaccante.

## Carriera

### Giocatore

#### Club
Dal 1982 al marzo del 1985 ha giocato nella seconda divisione inglese con il Grimsby Town, collezionando 33 reti in 87 partite di campionato; ha terminato la stagione 1984-1985 con l'Everton in prima divisione, vincendo sia il campionato che la Coppa delle Coppe. Rimane nel club anche nelle due stagioni successive, nelle quali vince un secondo campionato (la First Division 1986-1987) e due edizioni consecutive del Charity Shield. Gioca poi in prima divisione anche con il Nottingham Forest, mentre dal 1988 al 1991 gioca per tre campionati consecutivi in seconda divisione con la maglia del Watford. Nella stagione 1991-1992 segna 24 gol in seconda divisione con la maglia del Template:Calcio Middlesborugh, conquistando la promozione in prima divisione, categoria in cui gioca nella stagione 1992-1993. Gioca poi ulteriori due anni in seconda divisione col Boro, vincendo il campionato 1994-1995. Nella stagione 1995-1996, pur essendo tesserato con il Middlesbrough, viene più volte ceduto in prestito per brevi periodi a club di seconda divisione (5 presenze e 2 reti tra l'ottobre ed il dicembre del 1995 con l'Oldham Athletic, 4 presenze senza reti al Watford tra il dicembre del 1995 ed il marzo del 1996 ed infine 3 presenze senza reti nel Luton Town dal marzo al maggio del 1996). A fine stagione, si trasferisce a titolo definitivo al Barnsley, con cui conquista una promozione in massima serie. Chiude poi la carriera giocando 3 stagioni tra Millwall e Northampton Town (una stagione e mezza in ciascuno dei due club), entrambi in terza divisione.

#### Nazionale
Tra il 1985 ed il 1986 ha segnato un gol in 4 presenze con l'Under-21 inglese.

### Allenatore
Ha allenato per oltre un decennio in vari settori giovanili di club inglesi; dal 2012 al 2014 ha invece lavorato come vice allo Sheffield Weds, club della seconda divisione inglese. Dopo due anni nelle giovanili del Norwich City, nell'estate del 2016 si è trasferito al Northampton Town, club di terza divisione, per lavorare come vice di Robert Page: dopo l'esonero di quest'ultimo, per un breve periodo è rimasto nel club come allenatore ad interim. L'anno seguente ha lavorato come vice di Russel Slade al Grimsby Town; nel febbraio del 2018, dopo l'esonero di quest'ultimo, è stato per tre partite allenatore ad interim del club; dopo tre sconfitte in altrettanti incontri, è rimasto ai bianconeri come vice del neoassunto allenatore Michael Jolley fino a fine stagione. Il 27 marzo 2019 diventa allenatore del Truro City, club di sesta divisione, di cui non riesce ad evitare la retrocessione. Nell'estate del 2019 viene ingaggiato come allenatore del Bury, club di terza divisione: di fatto, complice l'esclusione del club dal campionato di Football League One a stagione in corso per motivi economici (dopo i temporanei rinvii delle prime giornate di campionato), termina però questa esperienza senza aver allenato il club in partite ufficiali.

## Palmarès

### Giocatore

#### Competizioni nazionali
- Campionato inglese: 2

Everton: 1984-1985, 1986-1987
- Community Shield: 2

Everton: 1985, 1986
- Campionato inglese di seconda divisione: 1

Middlesbrough: 1994-1995

#### Competizioni internazionali
- Coppa delle Coppe: 1

Everton: 1984-1985